# Trois couleurs: Blanc
Trois couleurs: Blanc (Trzy kolory: Biały) (1994) is het tweede deel van de Trois couleurs-trilogie van regisseur en medescenarist Krzysztof Kieślowski gebaseerd op de drie principes (vrijheid, gelijkheid en broederschap) van de Franse vlag.

## Verhaal
In tegenstelling tot de andere twee delen is Blanc geen introspectieve dramafilm maar een zwarte komedie. Trois couleurs: Blanc heeft als thema gelijkheid, wat zich onder andere manifesteert in wraak.
De Française Dominique ontbindt haar huwelijk met de Poolse immigrant Karol wegens zijn impotentie. Voor schut gezet en aan lager wal geraakt keert hij berooid terug naar zijn geboorteland. In Polen maakt hij een fortuin door een zwendelpraktijk en bedenkt hij een plan om zijn vroegere vrouw met gelijke munt te vergelden, om haar zo van zijn potentie te overtuigen en haar terug te winnen.

## Rolverdeling
| Acteur               | Personage       |
| -------------------- | --------------- |
| Zbigniew Zamachowski | Karol Karol     |
| Julie Delpy          | Dominique Vidal |
| Janusz Gajos         | Mikolaj         |
| Jerzy Stuhr          | Jurek           |
| Jerzy Trela          | Mr. Bronek      |